# Jennifer Van den Heever
Jenniffer Muriel Van den Heever (sinh ngày 21 tháng 1 năm 1962) là một chính trị gia người Namibia. Bà hiện đang phục vụ như là roi chính của phe đối lập chính thức, Phong trào Dân chủ Phổ biến tại quốc hội Namibia. Bà được bầu vào quốc hội năm 2014 và đã phục vụ trong nhiều ủy ban quốc hội.

## Sự nghiệp chính trị và cuộc sống ban đầu
Heever được sinh ra ở Tây Nam Phi vào năm 1962. Bà đã đạt được tiêu chuẩn 10 vào năm 1979 và hiện là thành viên của Ủy ban Thường vụ Quốc hội về Phát triển Cộng đồng và Nhân sự.